# Европейский маршрут E29
Европейский маршрут Е29 — европейский автомобильный маршрут от Кёльна, Германия до Саргемине, Франция общей длиной 323 км.
Он начинается в Кёльне, Германия, проходит через Люксембург, затем снова через Германию и финиширует в Саргемине, Франция.
Начало маршрута находится в Кёльне, где он соединяется с маршрутами Е31, Е35, Е37 и Е40. Далее Е29 направляется на юг и пересекает Люксембург, в столице которого соединяется с маршрутами Е25, Е44 и Е125. Затем Е29 опять проходит по территории Германии, через землю Саар, где в городе Саарбрюккен соединяется с маршрутами Е50 и Е422. Заключительная часть маршрута пересекает германо-французскую границу и заканчивается в Саргемине, Франция.

## Фотографии

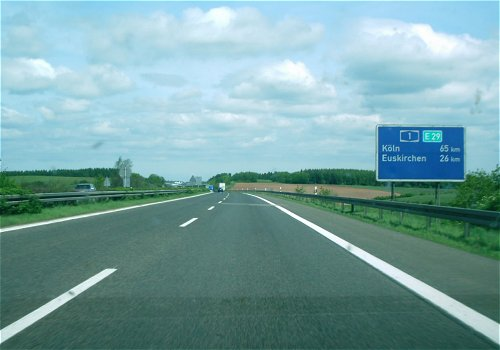
Е29 в Германии, между Люксембургом и Кёльном
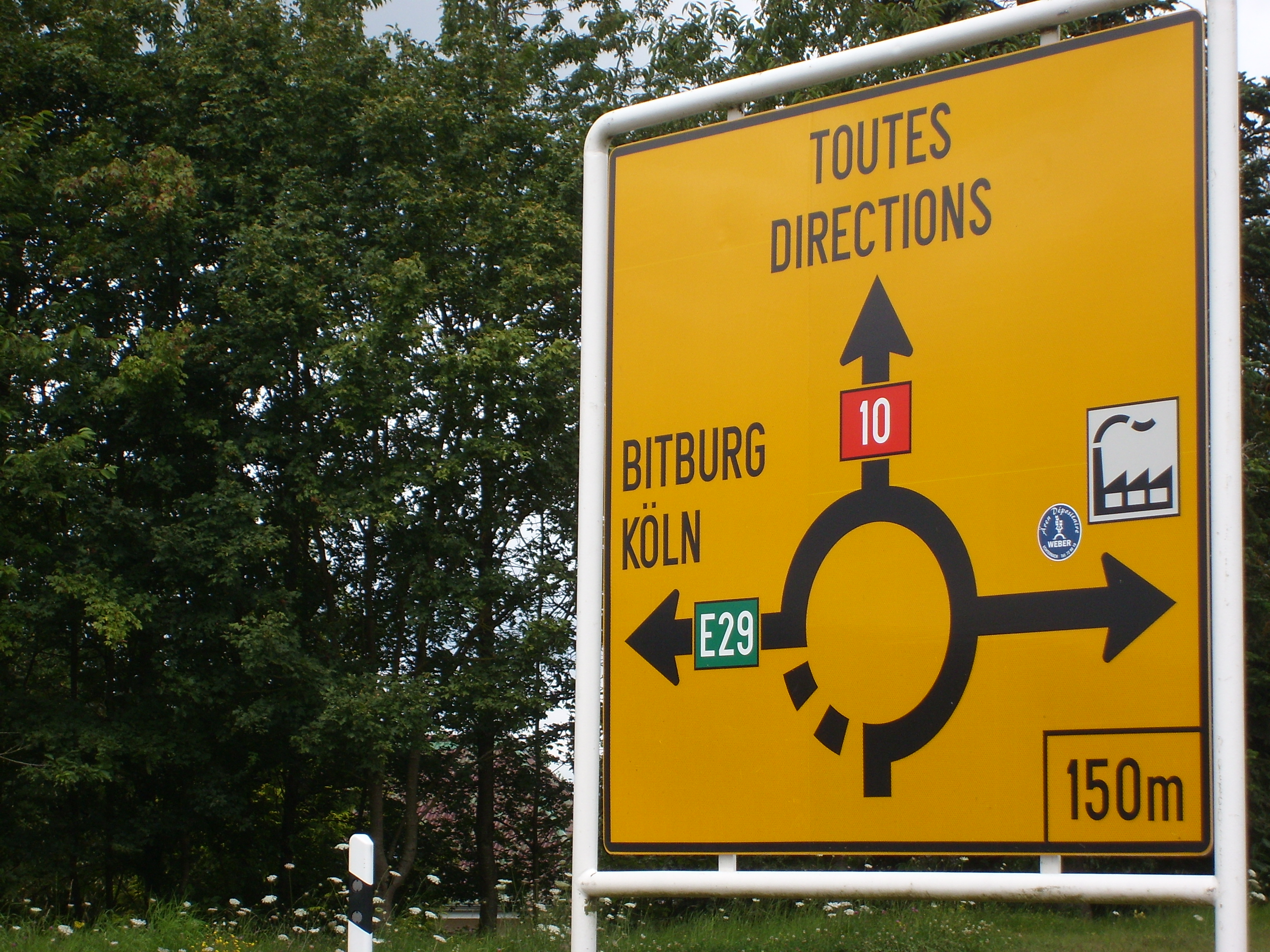
Знак возле Эхтернаха, Люксембург